# Vrchní myšilov úřadu vlády
Vrchní myšilov úřadu vlády je titul pro kočku ministerského předsedy Spojeného království oficiálně bydlící na Downing Street, č. p. 10. Pouze dvě kočky, Humphrey a Larry, získaly tento titul oficiálně, ostatní kočky dostaly tento titul z lásky, obvykle od britského tisku. Od vlády Jindřicha VIII. byla vždy nějaká kočka ve funkci stálého myšilova buď v úřadu ministerstva financí, nebo v Downing Street; tu první do úřadu dosadil kardinál Wolsey, když vykonával funkci ministra zahraničních věcí, které se ujal v roce 1515.
Oficiální záznamy byly zveřejněny 4. ledna 2005 jako součást Zákona o svobodě informací 2000, dochovaly se jen k 3. červnu 1929, kdy AE Banham u pokladny oprávnil Strážce kanceláře „utratit 1 penci denně na vydržování efektivní kočky“. V květnu 1932 byl týdenní příspěvek zvýšen na 1 šilink 6 pencí. Na počátku 21. století činily výdaje na myšilova 100 liber ročně.
Kočky nemusejí nutně patřit úřadujícímu ministerskému předsedovi a jen výjimečně se funkční období hlavního myšilova shoduje s funkčním obdobím ministerského předsedy. Kočka s nejdéle trvající definitivou v Downing Street je Wilberforce, který sloužil osmnáct let pod Edwardem Heathem, Haroldem Wilsonem, Jimem Callaghanem a Margaret Thatcherovou.
Tento úřad momentálně zastává Larry, a to počínaje 15. únorem 2011. Předtím úřadující kočka, Sybil, odešla do „důchodu“ v lednu 2009. Sybil nastoupila svoji definitivu 11. září 2007 jako první myšilov po desetileté přestávce poté, co její předchůdce Humpphrey odešel do důchodu v roce 1997. Majitelem Sybil byl kancléř pro státní pokladnu (ministr financí) Alistar Darling, který žil na Downing Street, č. p. 10., zatímco tehdejší ministerský předseda Gordon Brown žil ve větším domě na Downing Street, č. p. 11. Bylo hlášeno, že se Sybil neusadila v Londýně, ale vrátila se do Skotska, kde žila s přáteli Darlingových. Sybil zemřela 27. července 2009.
V lednu 2011 byly v Downing Street spatřeny krysy, jak „už podruhé pobíhají po schodech čísla 10 v Downing Street během televizní reportáže“, jak uvedla ITN. V té době tam neúřadoval žádný Myšilov a mluvčí ministerského předsedy oznámil, že „nejsou žádné plány“ přivést kočky, aby řešily tento problém, avšak hned následující den noviny přinesly zprávu, že mluvčí řekl, že je v Downing street „frakce souhlasící s kočkami“, což vedlo ke spekulacím, že by skutečně mohl být přiveden náhradník, aby se vypořádal s tímto problémem. 14. února 2011 ohlásili, že k řešení problému přivedli kočku jménem Larry. Evening Standard uvedl, že kočku vybral David Cameron se svou rodinou v batterseaském útulku pro psy a kočky.
16. září 2012 bylo uvedeno, že ministerský předseda David Cameron vyhodil Larryho z jeho postu Vrchního myšilova ve prospěch mourky Frey, patřící kancléři Georgi Osborneovi, jakožto nového Vrchního myšilova hlídkujícího na číslech 10, 11 a 12. Některé zdroje popisují nové uspořádání jako sdílenou pracovní pozici, aby se vyhnuly zraněným citům. V minulosti se Vrchní myšilovové překrývali, nebo byli postupně – i když pozice může být a často byla i po delší dobu prázdná. Larry je jediný Vrchní myšilov uvedený na oficiálních webových stránkách čísla 10.

## Seznam Vrchních myšilovů
| Jméno              | Začátek období       | Konec období         | Ministerský předseda (předsedové)                                                         | Reference     |
| ------------------ | -------------------- | -------------------- | ----------------------------------------------------------------------------------------- | ------------- |
| Pokladní Bill      | 1924                 | 1924                 | Ramsay MacDonald                                                                          | [ 20 ]        |
| Peter              | 1929                 | 1946                 | Stanley Baldwin, Ramsay MacDonald, Neville Chamberlain, Winston Churchill, Clement Attlee | [ 5 ]         |
| Mnichovský Myšilov | 1937–40              | 1943                 | Neville Chamberlain, Winston Churchill                                                    | [ 21 ] [ 22 ] |
| Nelson             | 40. léta 20. století | 40. léta 20. století | Winston Churchill                                                                         | [ 22 ] [ 23 ] |
| Peter              | 1941–46              | 1941–46              | Winston Churchill, Clement Attlee                                                         | [ 9 ]         |
| Peter II           | 1946                 | 1946                 | Clement Attlee                                                                            | [ 5 ]         |
| Peter III          | 1946                 | 1964                 | Clement Attlee, Winston Churchill, Anthony Eden, Harold Macmillan, Alec Douglas-Home      | [ 5 ]         |
| Peta               | 1964                 | cca 1976             | Alec Douglas-Home, Harold Wilson, Edward Heath                                            | [ 5 ]         |
| Wilberforce        | 1970                 | 1988                 | Edward Heath, Harold Wilson, Jim Callaghan, Margaret Thatcherová                          | [ 24 ]        |
| Humphrey           | 1989                 | 1997                 | Margaret Thatcherová, John Major, Tony Blair                                              | [ 25 ]        |
| Sybil              | 2007                 | 2009                 | Gordon Brown                                                                              | [ 26 ]        |
| Larry              | 2011                 | doposud              | David Cameron, Theresa Mayová, Boris Johnson, Liz Trussová, Rishi Sunak, Keir Starmer     | [ 17 ]        |
| Freya              | 2012                 | 2014                 | David Cameron                                                                             | [ 18 ]        |